# Sáhinsahr és Mejme megye

Iszfahán tartomány megyéinek elhelyezkedése

Sáhinsahr és Mejme megye (perzsául: شهرستان شاهین‌شهر و میمه ) Irán Iszfahán tartományának egyik északnyugati megyéje az ország középső részén. Északon Markazi tartománnyal és Kásán megyével határos, keleten Natanz és Borhár, délen Homejnisahr, délnyugaton Nadzsafábád, nyugatról Golpájegán megyék határolják. Székhelye a 143 000 fős Sáhinsahr városa. Második legnagyobb városa a 20 000 fős Gaz városa. további városai: Mejme és Vazvan A megye lakossága 182 394 fő, területe 6 105 km². A megye két további kerületre oszlik: Központi kerület és Mejme kerület.

## Fordítás
- Ez a szócikk részben vagy egészben  a   Shahin Shahr and Meymeh County című angol Wikipédia-szócikk ezen változatának fordításán alapul.  Az eredeti cikk szerkesztőit annak laptörténete sorolja fel. Ez a jelzés csupán a megfogalmazás eredetét és a szerzői jogokat jelzi, nem szolgál a cikkben szereplő információk forrásmegjelöléseként.